# Léon Leclère
Pour le musicien, voir Tristan Klingsor.
Léon Louis Marc Leclère (Ixelles 14 janvier 1866 - Uccle le 31 octobre 1944) est un historien et ministre belge.

## Biographie
Descendant d'une famille française de proscrits de 1852, fils de Césaire Victor Leclère, homme de lettres, et de Marie Louise Tavernier, Léon Leclère acquit la nationalité belge.
En 1890, il devint professeur d'histoire du Moyen Âge à l'Université libre de Bruxelles, dont il fut le recteur entre 1914 et 1920. Il fut deux fois doyen de la Faculté de Philosophie et Lettres (1899-1901 et 1926-1929).
Recteur de l'université pendant la Première Guerre mondiale, il décida de fermer l'institution en solidarité avec l'Université de Louvain détruite en 1914.
En 1919, il fut à l'origine de la création d'un enseignement de pédagogie à l'ULB (section dont il devint le président la même année), duquel émana l'École de Pédagogie (1926). Il fut aussi l'un des fondateurs de la section d'histoire de l'Art et d'Archéologie. En 1893, il fonda avec Émile Vandervelde l'Extension de l'Université,. On lui doit plusieurs manuels, dont un d'Histoire de Belgique communément appelé le petit Leclère par les étudiants de l'ULB,.
En 1922, il fut ministre des Sciences et des Arts durant quelques mois.
Léon Leclère fut également membre (pendant plus d'un demi-siècle) et président (entre 1893 et 1895) de la Ligue de l'enseignement.
Le musée de la Fondation archéologique de l'Université libre de Bruxelles porte son nom.

## Distinctions honorifiques
Grand Officier de l'Ordre de Léopold 
Grand Officier de l'Ordre de la Couronne
Officier de la Légion d'Honneur